# Oxytropis thomsonii
Oxytropis thomsonii är en ärtväxtart som beskrevs av Aleksandr Andrejevitj Bunge. Oxytropis thomsonii ingår i släktet klovedlar, och familjen ärtväxter. Inga underarter finns listade i Catalogue of Life.